# منتخب الكويت لكرة اليد للسيدات
منتخب الكويت لكرة اليد للسيدات هو الممثل الرسمي لدولة الكويت في رياضة كرة اليد. شارك في بطولة آسيا لكرة اليد للسيدات مرة واحدة وكانت تلك المشاركة في سنة 2012، حقق فيها المركز الثاني عشر.